# Casa Josep Ribes i Solà
La casa Josep Ribes i Solà era un edifici situat als carrers de Jaume Giralt i dels Metges de Barcelona, actualment desaparegut.

## Història
El 1762, el mestre de cases Josep Ribes i Margarit va adquirir al paraire Jaume Batlle i Tàpies tres finques contigües als carrers de Jaume Giralt i dels Metges pel preu de 5.160 lliures, que foren reedificades per ell mateix entre 1765 i 1766. El 1792, va establir-ne una part en emfiteusi al carrer dels Metges al blanquer Josep Creus.
La propietat fou heretada pel seu net Josep Ribes i Solà, que el 1855 va demanar permís per a enderrocar i reconstruir els vells edificis segons el projecte del seu germà arquitecte Fèlix.
Finalment, l'edifici fou enderrocat a principis del segle xxi, afectat pel PERI del Sector Oriental del Centre Històric de Barcelona (barris de Sant Pere, Santa Caterina i la Ribera).

## Descripció
Edifici d'habitatges de planta baixa i quatre pisos. La façana principal presentava un ritme vertical simètric, amb tres fileres de balcons flanquejades per sengles de finestres als dos extrems, que corresponen a les escales. Sobre la planta baixa i el coronament hi havia una cornisa motllurada, i el quart pis era separat de la resta per una imposta.

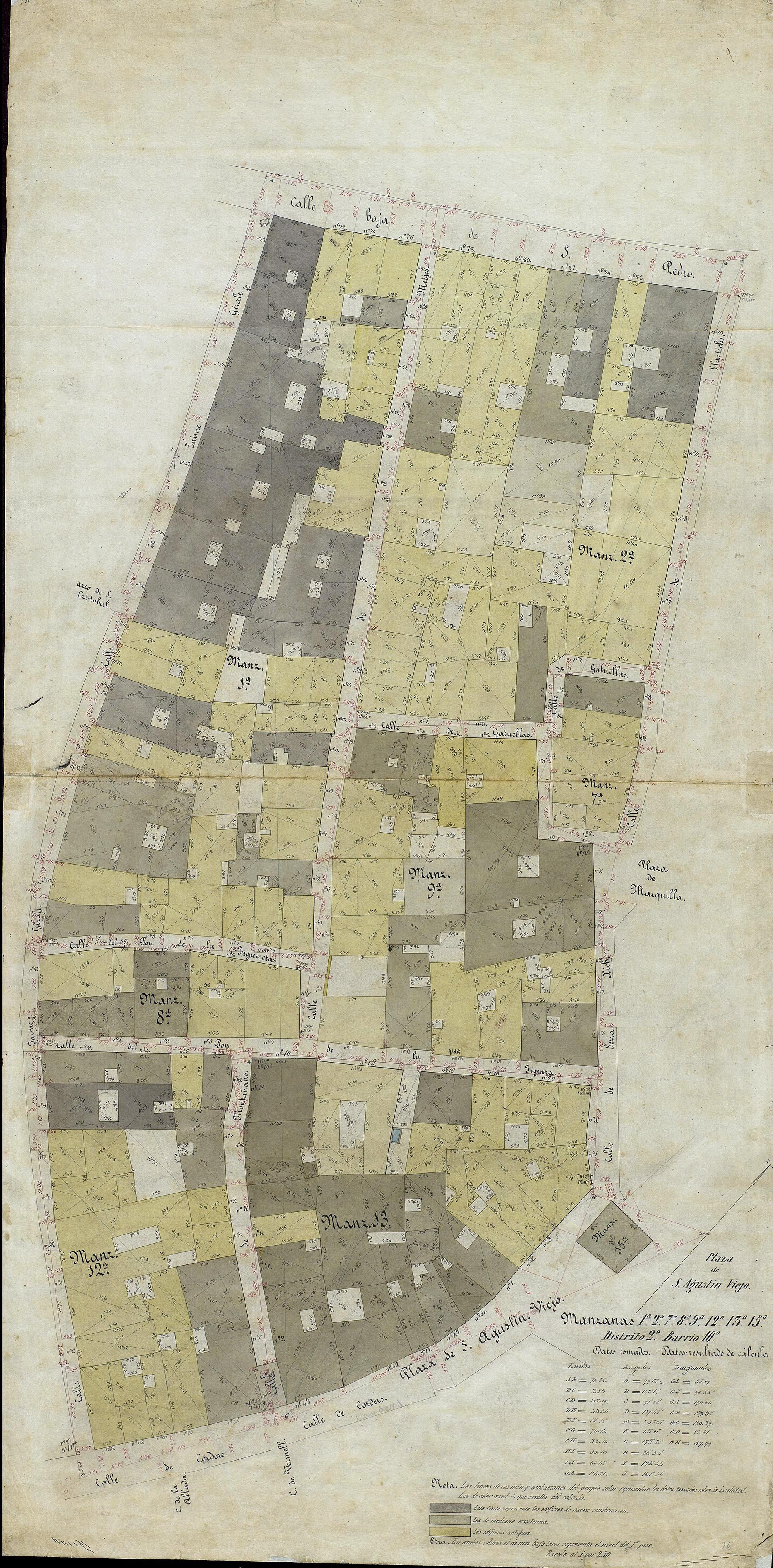
Quarteró núm. 26 de Garriga i Roca (c. 1860